# Osttangente (Flensburg)

Verlauf der Osttangente

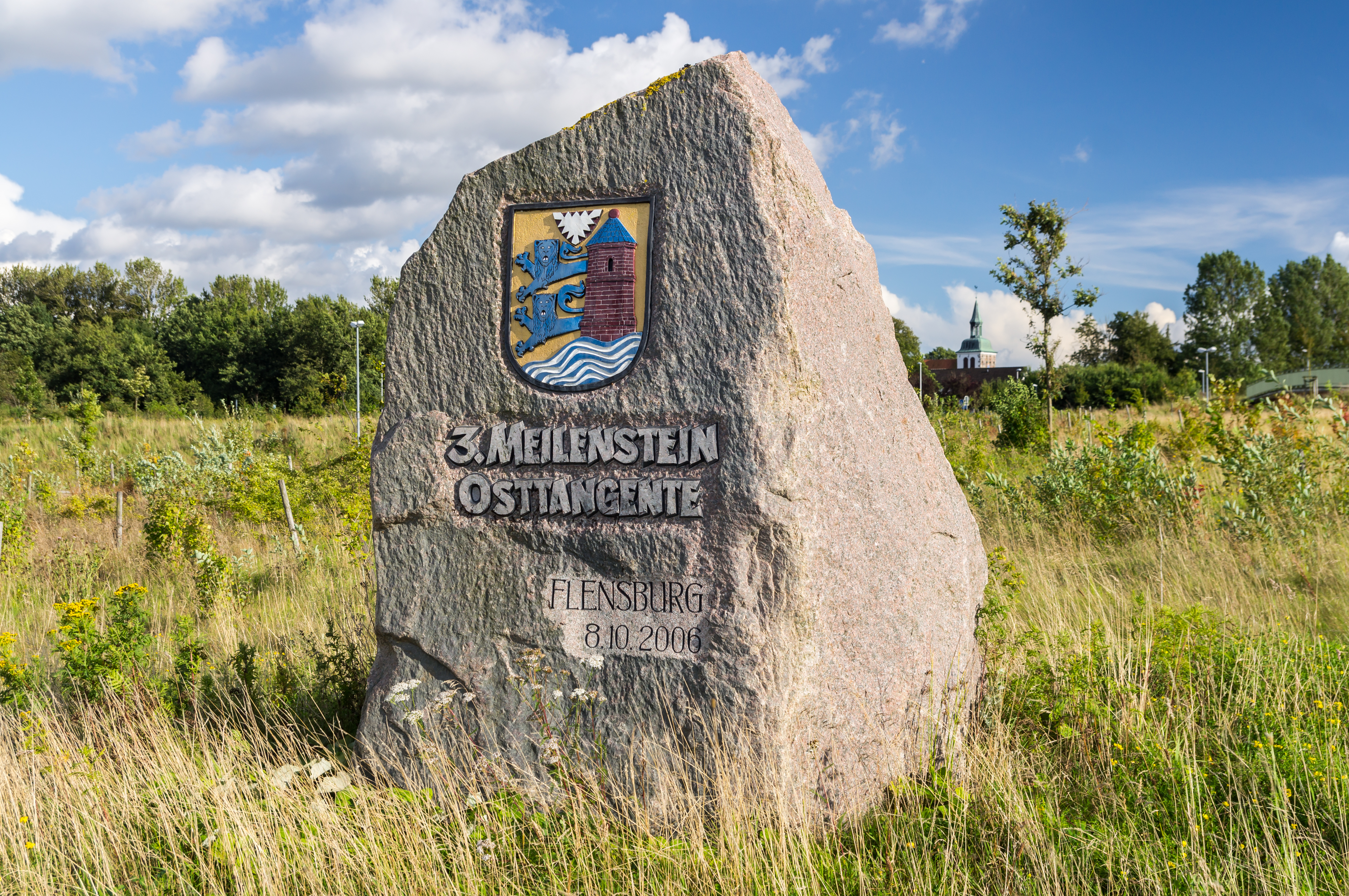
Der dritte und letzte Meilenstein der Osttangente in Adelby

Die Osttangente Flensburgs ist eine Umgehungsstraße im Osten der Stadt. Sie reicht von der Flensburger Südstadt bis ungefähr nach Mürwik.
Sie liegt zwar außerhalb der Flensburger Innenstadt, doch sind nach ihrer langjährigen Planung, mittlerweile auf ihren beiden Seiten neue größere und stetig wachsende Stadtteile entstanden, so dass durch die Umgehung der Stadtkern entlastet wird.

## Geschichte
Die Idee zum Bau der vierspurigen Schnellstraße entstand Anfang der 1950er Jahre. Die Planung konkretisierte sich in den 1970er Jahren. Im Jahre 1991 wurde schließlich der Bau der Straße beschlossen. Das Projekt wurde in drei Abschnitte unterteilt. 1991/1992 wurde zunächst der Abschnitt im Süden der Stadt von der Bundesstraße 200 bis zur Eckernförder Landstraße gebaut. 2001 konnte der Abschnitt bis Adelbylund eröffnet werden. Der letzte Abschnitt bis zur Nordstraße bei Engelsby, der am umstrittensten war, wurde als Nächstes begonnen. Noch 2005 forderte die Bürgerinitiative Lautrupsbachtal eine alternative Route quer durch den Vogelsang, die eine noch stärkere Zerstörung von Naturfläche bedeutet hätte und bei der weniger Teile der Stadt angeschlossen worden wären. Der letzte Abschnitt wurde 2006 fertiggestellt. Die Nordstraße wurde zugleich bis zum Schottweg, der anschließenden Straße in Mürwik (vgl. Wasserloos), vierspurig erweitert, so dass über diese Verbindung auch Wees und Glücksburg profitieren.